# Resolució 797 del Consell de Seguretat de les Nacions Unides
La Resolució 797 del Consell de Seguretat de les Nacions Unides, aprovada el 16 de desembre de 1992 després de reafirmar la Resolució 782 (1992), el Consell va decidir establir l'Operació de les Nacions Unides a Moçambic (ONUMOZ) proposada pel secretari general Boutros Boutros-Ghali d'acord amb els acords de pau per a Moçambic.
El Consell va demanar al secretari general en planificació i execució del desplegament de l'Operació per impulsar l'economia a través de fases d'implementació, amb un mandat inicial que finalitzarà el 31 d'octubre de 1993. També va exigir al Govern de Moçambic i la RENAMO a cooperar amb el Representant Especial del Secretari general i l'ONUMOZ, respectant l'alto el foc i garantint la seva seguretat.
El mandat de l'ONUMOZ era monitorar el desarmament, la desmobilització, la reintegració dels exèrcits i de l'exèrcit irregular i supervisar la retirada de les forces estrangeres. També autoritzaria acords per protegir la infraestructura vital, el personal de les Nacions Unides, els observadors electorals i les operacions internacionals, i supervisar la policia de Moçambic, reportant les violacions dels drets humans. Els primers membres de l'ONUMOZ arribaren a començaments de 1993.
La resolució va convidar a continuació al Secretari General a consultar estretament amb totes les parts el moment precís i els preparatius de les eleccions presidencials i legislatives, així com un calendari precís per a l'aplicació dels altres aspectes importants de l'Acord, incloent la desmobilització, i que informi al Consell a tot tardar el 31 de març de 1993.
Després la Resolució va demanar als Estats membres de contribuir amb personal, equips i activitats en suport de l'acord de pau.